# Weronika Nowakowska-Ziemniak
Weronika Nowakowska-Ziemniak, född Nowakowska den 7 juli 1986 i Kłodzko i Nedre Schlesiens vojvodskap, är en polsk skidskytt. Nowakowska-Ziemniak debuterade i världscupen i skidskytte år 2007 och hennes hittills bästa placering är en femteplats i distanstävlingen vid de olympiska vinterspelen 2010 i Vancouver, Kanada.